# Microtendipes caelum
Microtendipes caelum är en tvåvingeart som beskrevs av Henry Keith Townes, Jr. 1945. Microtendipes caelum ingår i släktet Microtendipes och familjen fjädermyggor. Inga underarter finns listade i Catalogue of Life.